# Classe Asahi
La classe Asahi (in lingua giapponese Sole del mattino) è costituita da 2 cacciatorpediniere multiruolo specializzati per la lotta antisommergibile e antinave.

## Storia

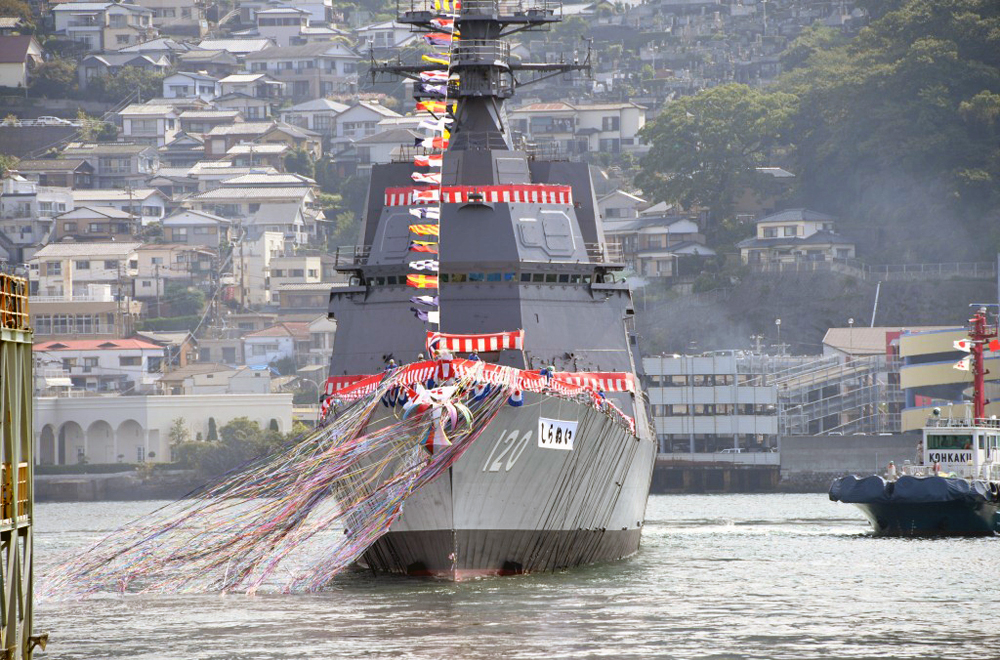
Varo del cacciatorpediniere lanciamissili DD-120 Shiranue.

Derivata dalla precedente classe di cacciatorpediniere Akizuki, la classe Asahi presenta una spiccata predisposizione per la lotta antisommergibile. Differisce dalla precedente per la disposizione dei fumaioli, disposti sull'asse di mezzeria, mentre le 8 antenne planari del radar AESA sono raggruppate sulla sovrastruttura anteriore esagonale, al di sopra della plancia. La realizzazione delle unità, che presentano un dislocamento a pieno carico di 6.800 tonnellate, e diverso apparato motore, fu avviata nel 2013 (nel calendario giapponese anno 25 dell'era Heisei) con la designazione di programma 25DD. La prima unità, denominata DD-119 Asahi fu impostata il 4 agosto 2015, varata il 19 ottobre 2016, ed entrata in servizio il 7 marzo 2018. La seconda, il DD-120 Shiranui è entrata in servizio il 27 febbraio 2019. 
Il costo per ognuna di esse fu pari a 72,3 miliardi di yen, circa 732 milioni di dollari dell'epoca.

## Descrizione tecnica

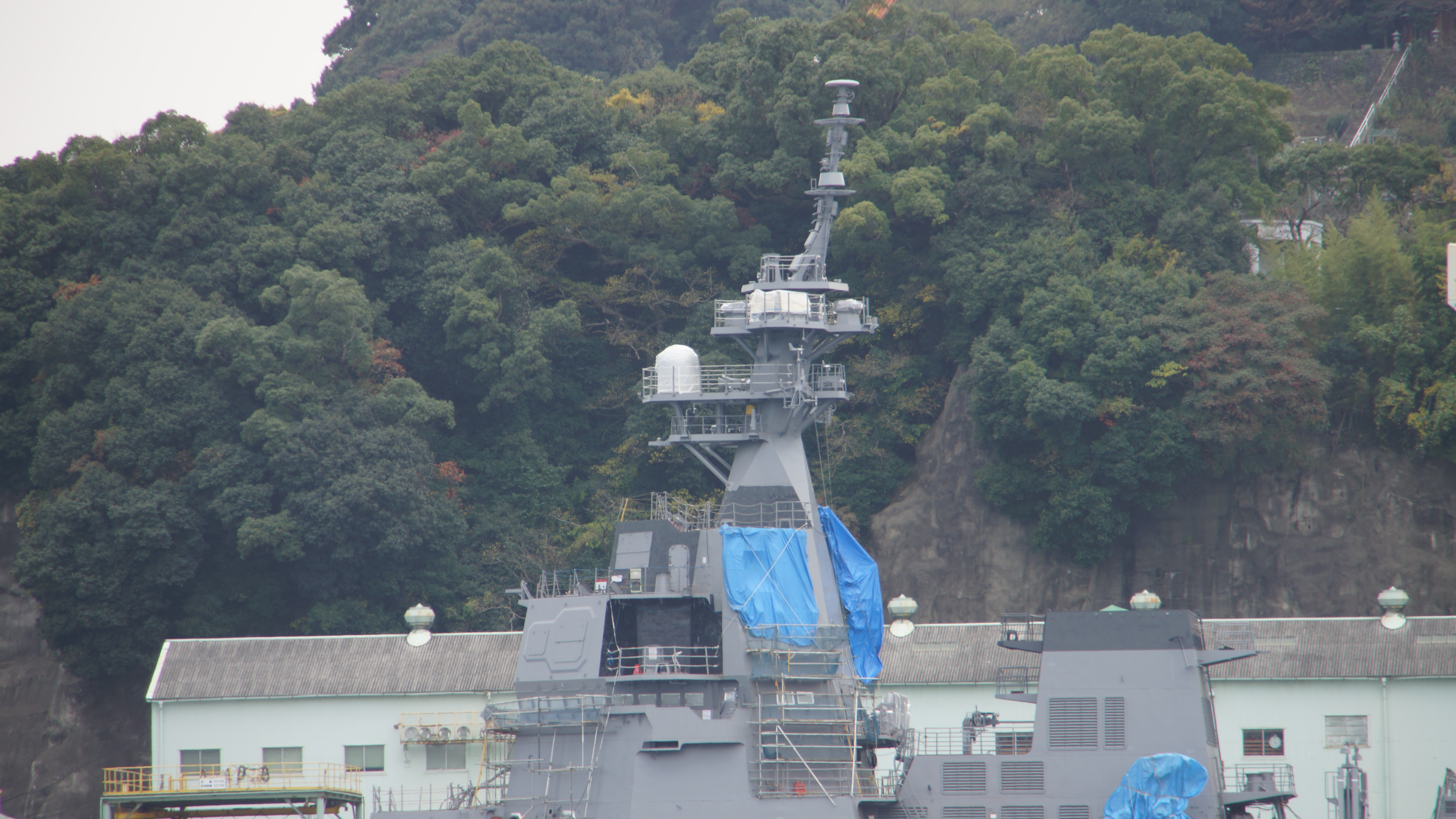
Particolare del mast dello Shiranue con visibili le antenne della dotazione elettronica.

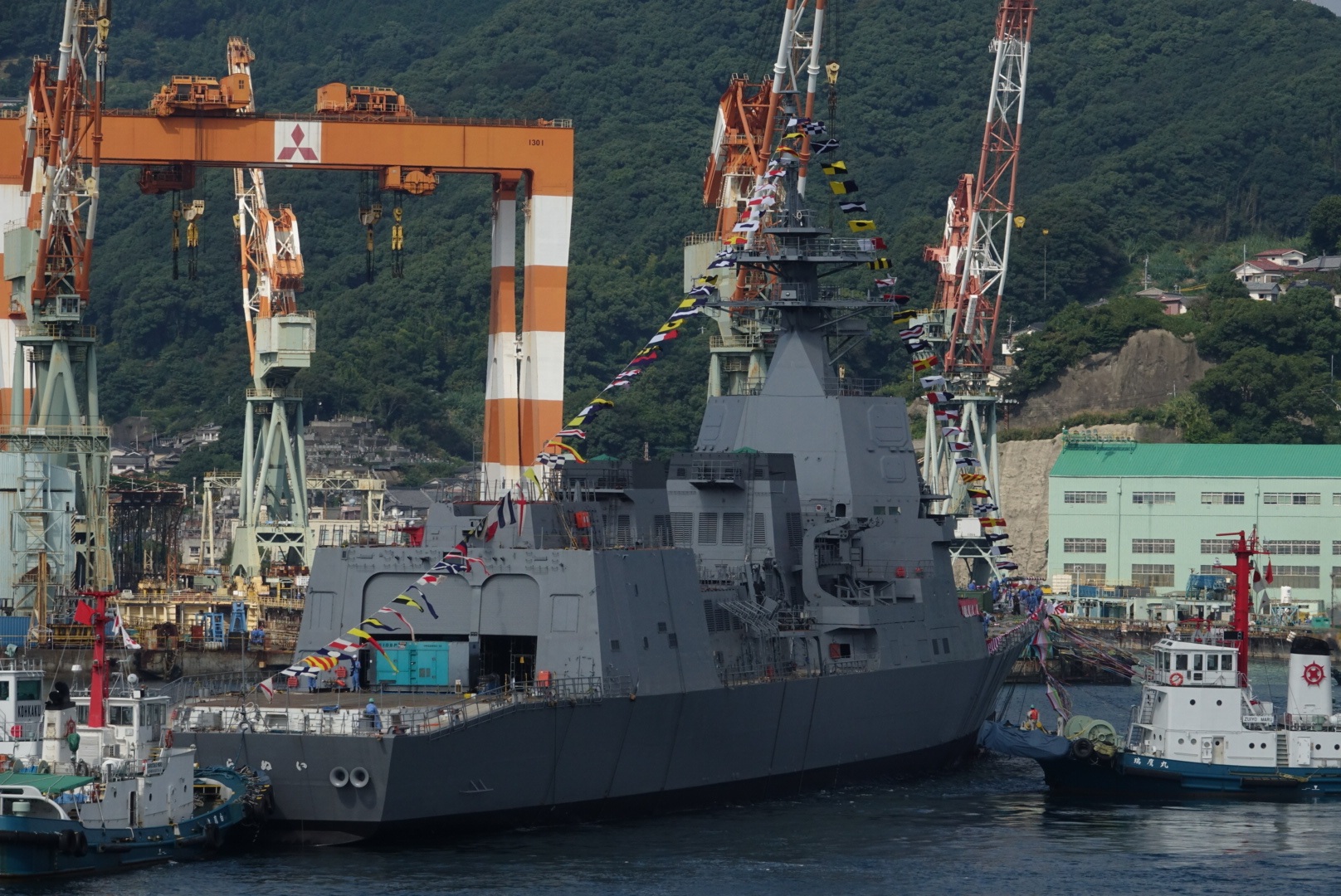
Vista posteriore dello Shiranue in fase di allestimento.

Rispetto ai cacciatorpediniere delle classe Akizuki sono caratterizzate per la dotazione elettronica più avanzata, e l'armamento destinato alla lotta antisommergibile.  Lo scafo è caratterizzato dal tratto terminale del ponte di coperta leggermente inclinato verso il basso. A causa di questo la piattaforma di appontaggio dell'elicottero ha dovuto essere livellata tramite un innalzamento progressivamente verso poppa rispetto all'andamento del ponte di coperta.
L'apparato propulsivo è del tipo COGLAG (COmbined Gas turbine eLectric And Gas turbine), ed è costituito da due turbine a gas General Electric LM2500 IEC, prodotte su licenza dalla Ishikawajima Harima Heavy Industries, e due motori elettrici da 2,5 MW azionati, tramite appositi generatori, dalle turbine a gas, che permette alla nave di raggiungere una velocità massima di 30 nodi. L'equipaggio raggiunge le 230 unità.
L'armamento è costituito da un cannone BAE Systems Mk.45Mod.4 da 127/62 mm, prodotto su licenza dalla Mitsubishi, 2 cannoni per la difesa di punto a 6 canne rotanti General Electric Phalanx Mk.15 Mod.2 CIWS cal.20/76 mm. Un lanciatore verticale Mk.41 Mod.6 a 32 celle posto a prua ha in dotazione missili superficie-aria RIM-162 Evolved Sea Sparrow e superficie-profondità antisommergibile Type 07 SUM. A centro nave, tra i due fumaioli, sono collocati due lanciatori quadrupli per missili superficie-superficie Mitsubishi Type 90 (SSM-1B). Completano la dotazione due complessi tripli HOS-303 da 324 mm per siluri ASW Type 12.
L'elicottero Sikorsky SH-60K Seahawk può utilizzare come armamento siluri Mk 46 o Type 97, missili aria-superficie AGM-114 Hellfire e bombe di profondità.
La dotazione elettronica è costituita da un radar bi-banda di scoperta aerea OPY-1 derivato dal Melco FCS-3A di nuova generazione del tipo AESA (Active Electronically Scanned Array) dotato di 8 antenne planari posizionate sui quattro lati del torrione esagonale, inclinate di 45° gradi rispetto all'asse della nave, coprendo così i 360°. Il radar OPY-1 è coadiuvato da un sistema computer di controllo Lockheed Martin AN/UYQ-70. Il sistema di combattimento C4I (Command, Control, Communications, Computers and Intelligence) e lo OYQ-13 ATECS (Advanced Technology Combat System). Inoltre vi è un sistema di collegamento dati con gli elicotteri (TACLINK) ORQ-1C-2, 1 radar di scoperta di superficie Toshiba OPS-48, 1 sonar a scafo OQQ-24, e un sonar trainato (TAS) OQR-4.
Il sistema di guerra elettronica è il NOLQ-3D, inoltre vi sono 4 lanciatori a 18 celle per chaff/flare Mk.137 SRBOC, e un sistema di inganno per siluri Argon ST Fairfax AN/SLQ-25 Nixie. Per le comunicazioni sono disponibili antenne NORA-1 e NORQ-1 per i collegamenti satellitari nelle reti SATCOM e Superbird della Maritime Operation Force, e i terminali USC-42 DAMA per quelle americane. Per il trasferimento dati è disponibile il sistema Link 16.

## Servizio operativo
Le due unità della classe Asahi sono entrate in servizio nella flotta dei cacciatorpediniere (Goei kantai) della Kaijō Jieitai tra il 2016 e il 2019.  Il DD-119 Asahi è stato assegnato alla 2ª Squadriglia (Dai ni goei tai) della 2ª Flottiglia (Dai ni goei taigun) di base a Yokosuka. Invece il DD-120 Shiranui  è stato assegnato alla 7ª Squadriglia (Dai shichi goei tai) della 3ª Flottiglia (Dai san goei taigun) di stanza nella base navale di Ominato.

## Unità
| Numero di costruzione | Nome     | Pennant number | Stato       | Cantiere navale                       | Impostazione   | Varo            | Ingresso in servizio |
| --------------------- | -------- | -------------- | ----------- | ------------------------------------- | -------------- | --------------- | -------------------- |
| 1613                  | Asahi    | DD-119         | In servizio | Mitsubishi Heavy Industries, Nagasaki | 4 agosto 2015  | 19 ottobre 2016 | 7 marzo 2018         |
| 1614                  | Shiranui | DD-120         | in servizio | Mitsubishi Heavy Industries, Nagasaki | 20 maggio 2016 | 12 ottobre 2017 | 27 febbraio 2019     |

### Annotazioni
1. ↑  I due radar che compongono il sistema si avvalgono di semiconduttori fabbricati con nitruro di gallio (GaN).

### Fonti
1. ↑  https://thediplomat.com/2019/03/japan-commissions-new-anti-submarine-warfare-destroyer/
2. ↑  Po 2019, p. 38.
3. ↑  (EN) First JMSDF 25DD-class Asahi ASW Destroyer Started Sea Trials, su Navy Recognition, 27 luglio 2017. URL consultato l'8 gennaio 2019.
4. 1 2  Martorella 2017, p. 53.
5. 1 2  Martorella 2017, p. 54.
6. 1 2 3  Po 2019, p. 43.
7. ↑  (EN) Defense Programs and Budget of Japan Overview of FY2013 Budget (PDF), su Japan Ministry of Defense, January 2013. URL consultato l'8 gennaio 2019 (archiviato il 19 ottobre 2013).
8. ↑  (EN) Defense Programs and Budget of Japan Overview of FY2014 Budget (PDF), su Japan Ministry of Defense, December 2013. URL consultato l'8 gennaio 2019 (archiviato il 2 marzo 2014).
9. 1 2  Martorella 2017, p. 57.
10. 1 2  Po 2019, p. 39.
11. 1 2  Martorella 2017, p. 55.
12. ↑  Martorella 2017, p. 56.
13. 1 2 3 4  Po 2019, p. 45.

### Periodici
- Cristiano Martorella, La classe Asahi, in Panorama Difesa, n. 361, Firenze, ED.A.I., marzo 2017,  pp. 52-57.
- Enrico Po, Akizuki e Asahi, in Rivista Italiana Difesa, Chiavari, Giornalistica Riviera Soc. Coop., marzo 2019,  pp. 38-45.